# スティーブン・グラス (ジャーナリスト)
スティーブン・グラス（Stephen Randall Glass、1972年9月15日 - ）は、アメリカ合衆国の元ジャーナリストで、記事捏造事件で知られている人物。

## 人物
スティーブン・グラスはアメリカの有力誌『en:The New Republic』（ザ・ニュー・レパブリック誌）において1995年から1998年にかけての3年間、若手のスター記者として働いたが、彼が書きThe New Republic誌や他誌に掲載された記事は、そこに登場する関係者の発言、情報提供者、あるいは出来事全体を捏造することによって生み出されていたことが明らかになった。捏造が明らかになると、同誌から解雇された。
グラスの事件は2003年、Shattered Glass（邦題『ニュースの天才』）として映画化された。グラス自身、2003年に『The Fabulist』というタイトルの自伝的小説を発表した（主役はStephen Aaron Glass）。